# محمد عماري زايد
محمد عماري زايد هو وزير التعليم بحكومة الوفاق الوطني (ليبيا) الجديد، تم ترشيحه للوزارة في شهر أغسطس من عام 2018 بعدما أعلن وزير التعليم السابق عثمان عبد الجليل استقالته بسبب قرار تقسيم وزارة التعليم إلى وزارتين. 

## مسيرة
حصل على الثانوية العامة من مدرسة أبي عبيدة بن الجراح سنة 1990، درس بكلية الهندسة بجامعة بنغازي وتحصل على بكالوريوس الهندسة الكهربائية (تخصص إلكترونات) عام 1994. وواصل الدراسة للحصول على درجة الماجستير وأنهى دراسة المواد الدراسية عام 1998. وحصل على الدكتوراه عام 2005 في تقنيات الهندسة المتقدمة من جامعة مانشستر البريطانية 
```
بدأ مع العمل السياسي سنة 1991 بانضمامه لحركة التجمع الإسلامي المعارضة للنظام وإلتحق بكثير من المنظمات الثقافية والسياسية منها منظمة 
التنافس العلمي
 بمدينة 
طرابلس
 ثم التحق إلى منظمة تنظيم الساعدي بمدينة 
بنغازي
 عام 2011 بعد إعلان التحرير 
لثورة 17 فيراير
 وسقوط 
القذافي
.
```

انتخب عام 2012 عن مدينة بنغازي لعضوية المجلس التشريعي (المؤتمر الوطني العام السابق) وتم تكليفه برئاسة لجنة المواصلات والاتصالات، ثم رئيسا للجنة السياسية، كان زايد عضوا في لجنة الحوار السياسي في اتفاق الصخيرات، وتم اختياره عضوا في المجلس الرئاسي حيث يعتبر المجلس الرئاسي مؤسسة تنفيذية أسست في ليبيا بعد اتفاق الصخيرات في المغرب بتاريخ 17 ديسمبر 2015 الذي وقع في تحت رعاية الأمم المتحدة.
أُختير كسياسي لمجلس النواب الليبي في عام 2018 وواصل عمله حتى أصبح وكيل وزارة التربية والتعليم بحكومة الوفاق الوطني في شهر يونيو من عام 2018 حتى أصبح وزيراً للتعليم بعام 2019.